# Université préfectorale d'infirmières d'Ishikawa
L'Université préfectorale d'infirmières d'Ishikawa (石川県立看護大学, Ishikawa kenritsu kango daigaku) est une université publique située dans la ville de Kahoku, préfecture d'Ishikawa au Japon. Elle est fondée en 2000.